# Glaurocara leleupi
Glaurocara leleupi là một loài ruồi trong họ Tachinidae.